# 艾姓
艾姓，《百家姓》收，分布很广，以華北為多。中國歷史上宋朝有艾仲儒，明朝有艾南英，清朝有艾元征。新中國有艾克森。

## 源流
- 夏朝少康大臣汝艾的后代。
- 商朝时期江西的封国-艾国。
- 春秋宋国宗室后代改姓艾岁，而艾歲爾後又改為艾姓、歲姓。
- 春秋时齐国大夫艾孔的后代。
- 北魏孝文漢化时，胡人去斤氏改姓艾。
- 北宋时期来到中原并定居的开封犹太人改姓。
- 雲南蒙古族後裔改姓。
- 中華人民共和國建國後，部分蔣姓的文化界人士的改姓。

## 延伸阅读
[在维基数据编辑]
 《百家姓》
 《欽定古今圖書集成·明倫彙編·氏族典·艾姓部》，出自陈梦雷《古今圖書集成》